# Équité en emploi
En droit du travail canadien, l'équité en emploi est une notion définie dans la Loi sur l’équité en matière d’emploi du gouvernement fédéral comme étant « l’égalité en milieu de travail de façon que nul ne se voie refuser d’avantages ou de chances en matière d’emploi pour des motifs étrangers à sa compétence et, à cette fin, de corriger les désavantages subis dans le domaine de l’emploi [...] conformément au principe selon lequel l’équité en matière d’emploi requiert, outre un traitement identique des personnes, des mesures spéciales et des aménagements adaptés aux différences ».
La loi fédérale canadienne vise en particulier à aider quatre groupes désavantagés :
- les femmes
- les autochtones
- les personnes handicapées
- les personnes qui font partie des minorités visibles,

Le gouvernement fédéral canadien prévoit à cette fin un programme d’équité en milieu de travail. Selon la page officielle du programme, l’équité en matière d’emploi :

« encourage la mise en place de conditions de travail qui éliminent les obstacles;
cherche à corriger les désavantages en matière d’emploi;
fait la promotion du principe selon lequel il faut des mesures spéciales pour répondre à la réalité de chacun des quatre groupes désignés au Canada. »

La notion d'équité en emploi est influente dans le domaine des ressources humaines, y compris dans le secteur privé, car la loi fédérale s'applique à « tous les employeurs du secteur privé » d'après l'article 4 de la loi fédérale.

## Sens générique de lutte contre les discriminations au travail

### Québec
La Charte des droits et libertés de la personne du Québec ne contient pas la notion d'équité en emploi et elle n'énonce pas de groupes désavantagés comme le fait la loi fédérale. Par contre, les articles 10 et 16 de la Charte québécoise interdisent également la « discrimination dans l’embauche, l’apprentissage, la durée de la période de probation, la formation professionnelle, la promotion, la mutation, le déplacement, la mise à pied, la suspension, le renvoi ou les conditions de travail d’une personne ainsi que dans l’établissement de catégories ou de classifications d’emploi ».
En outre, la Charte québécoise prévoit que « les ajustements salariaux ainsi qu’un programme d’équité salariale sont, eu égard à la discrimination fondée sur le sexe, réputés non discriminatoires, s’ils sont établis conformément à la Loi sur l’équité salariale (chapitre E‐12.001) ».